# Rhodostrophia tumulosa
Rhodostrophia tumulosa är en fjärilsart som beskrevs av Brandt 1938. Rhodostrophia tumulosa ingår i släktet Rhodostrophia och familjen mätare. Inga underarter finns listade.